# دل بسند قادين
دل بسند قادین هي زوجة السلطان العثماني عبد الحميد الثاني. وُلدت في 16 يناير 1861 في تبليسي، وتوفيت في 17 يونيو 1901 في إسطنبول.

## الأبناء
- نائلة سلطان بنت عبد الحميد